# Simon Mol
Pour les articles homonymes, voir Njie.
Simon Mol, pseudonyme de Simon Moleke Njie, né le 6 novembre 1973 à Buéa (Cameroun), et mort le 10 octobre 2008 à Varsovie (Pologne), est un journaliste, écrivain et militant antiraciste camerounais.
En 1999, il demande l'asile politique en Pologne et l'obtient en 2000, après quoi il s'installe à Varsovie, où il devient connu pour son engagement contre le racisme.
En Pologne, Mol est accusé de répandre sciemment le virus du VIH et d'avoir contaminé intentionnellement au moins onze femmes depuis 1999, année de son dépistage VIH a son entrée en Pologne. Il est placé en détention provisoire. Cependant, le procès de Mol est suspendu en raison de son état de santé. Il décède le 10 octobre 2008 de complications liées au VIH.

## Vie en Afrique
Issu d'une famille camerounaise anglophone, Simon Mol naît le 6 novembre 1973 à Buéa dans la région du Sud-Ouest du Cameroun. Son autobiographie affirme qu'il aurait travaillé comme journaliste au Cameroun, où il aurait été persécuté et emprisonné pour ses écrits. Il aurait ensuite demandé l'asile politique dans plusieurs pays africains et aurait obtenu l'asile au Ghana, où il aurait été persécuté à nouveau.
Le 6 mars 2007, le journal polonais Rzeczpospolita publie un article sur Simon Mol (Na Tropie oszusta Simona Mola par Bertold Kittel et Maja Narbutt en coopération avec Anna Machowska de TVN), indiquant que sa biographie était inauthentique. Un rédacteur en chef de l'hebdomadaire camerounais de langue anglaise The Sketch nie que Simon Mol Njie ait jamais travaillé là. Sa mère rapporte qu'il était employé dans une raffinerie et qu'il n'avait jamais écrit à propos de problèmes de corruption gouvernementale au Cameroun. Selon sa mère également, Simon Mol n'a pas été emprisonné en 1996 contrairement à ce qu'il déclarait. Un représentant de journalistes ghanéens dit qu'au Ghana Simon Mol Njie publiait des articles de journaux sur le football et n'a jamais été arrêté dans ce pays.

## Les accusations de contaminations intentionnelles par le VIH
L’Association de la presse sud-africaine (SAPA) et l'Agence France-Presse dans leurs articles l'ont décrit comme « le chouchou de la presse libérale de la Pologne » pour ses campagnes politiques. Pour cette raison, certaines de ses victimes auraient été intimidées et menacées. La police polonaise a longtemps retardé son arrestation à cause de ses relations politiques, lui permettant ainsi d'infecter de nouvelles victimes.
En février 2006, à la suite de la demande de sa partenaire de lui faire faire un test de dépistage du VIH, Mol a refusé et a publié un post sur son blog expliquant pourquoi il refusait :

« La diffamation d'une personnalité n'est pas un phénomène nouveau. Cependant, il apparaît ici que ce jeu ne respecte aucune règle. Il ne serait pas superflu de dire qu'il y a ici en Pologne une aversion enracinée, dure et inquiétante envers les Africains. L'accusation d'être séropositif est la nouvelle arme que les ennemis des Africains peuvent utiliser contre eux. Cette arme idéologiquement inspirée, est renforcée par la littérature sur l'Afrique de-soi-disant experts, dont certains se vantent ouvertement de voyager à travers l'Afrique en deux semaines et retourner à la maison pour écrire des volumes. Ces volumes écrits à la hâte ont réussi à créer une conviction sociale et psychologique que chaque Africain marchant dans la rue ici est supposé séropositif, et malheur à celui qui ose démêler le mythe ainsi mis en place. »

Selon l'inspecteur de police qui enquêtait sur son cas, un témoin a déclaré que Mol refusait de porter des préservatifs pendant ses rapports sexuels. Un autre témoin anonyme rapporte qu'il avait accusé une femme d'être raciste parce qu'elle exigeait qu'il utilise des préservatifs, qu’elle pensait que puisqu’il était noir, qu'il devait être infecté par le VIH. Après ses rapports sexuels, il avait l’habitude de dire à ses partenaires féminines que son sperme était sacré.
En novembre 2006, une enquête est lancée à la suite de soupçons d'infection intentionnelle par le VIH.
Le 3 janvier 2007 Mol a été placé en détention par la police polonaise et mis en accusation d'infection intentionnelle de ses partenaires sexuels avec le VIH,. Selon le journal Rzeczpospolita, il a été diagnostiqué avec le VIH en 1999 lorsqu’il vivait dans un centre de réfugiés, mais la loi polonaise ne force pas porteur du VIH à révéler son statut de malade.
À la suite d'une décision du ministre de la Justice, Zbigniew Ziobro, sa photo a été affichée publiquement avec un avertissement épidémiologique. MediaWatch, un organisme de lutte contre le racisme, a rapidement dénoncé cette décision, affirmant qu'il constituait une violation de l'éthique ayant des implications racistes, que l'image avait été publiée avant tout verdict de la cour. L’organisme a présenté cette démarche comme une preuve de racisme institutionnel en Pologne, appelant également à une condamnation internationale.
Lors de son arrestation, Mol a déclaré qu'il ne savait pas être porteur du VIH et a accusé la police de racisme. Ce qui est faux car un test lui a été demandé des son arrivée en Pologne en 1999, il avait donc connaissance d’être séropositif depuis cette date.
Mol a été mis à l'essai[pas clair] en juillet 2008, mais le procès a été suspendu lorsque la santé de Mol s’est détériorée. En raison de cela et des retards de procédure précédents, l'affaire, à la demande des victimes, a été reprise par le ministre alors en vigueur de l'Éducation et vice-Premier ministre Roman Giertych, qui a demandé que l'affaire soit requalifiée comme homicide volontaire et a demandé la prison à vie pour Mol.
Mol a été hospitalisé en raison d'une insuffisance rénale aiguë. Il est décédé le 10 octobre 2008 à Varsovie,. Jusqu'à sa mort, il a déclaré qu'il ne se savait pas être infecté par le VIH, affirmant que son cas était politique.

## Impact épidémiologique

### La panique initiale
Après que la police eut publié la photo de Mol et qu’une alerte eut été lancée, les centres de dépistage du VIH de Varsovie ont été « envahis par des jeunes femmes ». Quelques-unes ont dit qu’elles connaissaient Mol. Certains des tests VIH ont été positifs. Selon l'inspecteur de police qui surveillait les tests, « certaines femmes ont très rapidement commencé à souffrir d’amygdalite et d’infections fongiques résistantes aux médicaments. Elles avaient l'air perdu, certaines ont perdu jusqu'à 15 kg et ont été profondément traumatisées, nous empêchant de prendre leurs déclarations en tant que témoins. 18 victimes probables supplémentaires ont ainsi été identifiées ». Des tests génétiques du virus à partir des femmes infectées et de Simon ont prouvé que le virus était spécifique du Cameroun.
Un nombre record de cas de VIH (près de 100 personnes infectés) a été détecté dans la région centrale Mazovie (26) et toute la Pologne (94) en janvier 2007. Simon Mol a visité Gdańsk en septembre 2006, où il a aidé à organiser un festival anti-raciste de « Musique contre l'intolérance et la violence ». Après la publication d'alerte épidémiologique de Mol, le nombre de tests VIH quotidiens dans les centres provinciaux de Gdańsk a dépassé 100, jour après jour, y compris deux hommes inquiets après avoir appris que leurs partenaires avaient eu des rapports sexuels avec Mol, tandis que le nombre habituel de tests de dépistages tourne autour d’une douzaine normalement.

### Le droit des réfugiés changé
Malgré les inquiétudes exprimées par le HCR en avril 2007, des mesures pour le dépistage du VIH des demandeurs d'asile ont été introduites en Pologne peu de temps après le procès très médiatisé de Mol. La Pologne a rejoint l'Islande et la Slovaquie, devenant l'un des trois seuls pays en Europe à proposer le dépistage du VIH avant entrée pour tous les migrants, avec d'autres pays de l'UE ciblant leurs essais à des groupes ethniques, principalement de l'Afrique subsaharienne, Asie, Europe de l'Est.

## Prix et reconnaissance
En 2003, il a reçu le prix de l'« antifasciste de l'année » donnée par le Nigdy Więcej (« jamais plus ») association anti-racisme.
En 2004, au nom du Président de la Pologne, il a été nommé pour le Prix Sergio Vieira de Mello, aux côtés de l'ex-premier ministre Tadeusz Mazowiecki et d'autres personnalités polonaises, pour « la reconstruction de la paix dans les communautés post-conflit », sous le patronage de la Haut-Commissariat des Nations Unies pour les réfugiés, entre autres institutions.
Il a été nommé membre honoraire de la section anglais du International PEN.
En 2006, Mol a reçu le prestigieux prix de la « liberté d'expression » attribué par Oxfam Novib et International PEN.